# Erbringen
Erbringen ist ein Ortsteil der Gemeinde Beckingen im Landkreis Merzig-Wadern (Saarland). Bis Ende 1973 war Erbringen eine eigenständige Gemeinde.

## Geographie
Der Ort liegt im Haustadter Tal etwa 30 km nordwestlich von Saarbrücken.

## Geschichte
Erbringen wurde im Jahre 1098 erstmals urkundlich erwähnt.
Im Rahmen der saarländischen Gebiets- und Verwaltungsreform wurde die bis dahin eigenständige Gemeinde Erbringen am 1. Januar 1974 der damals neu gebildeten Gemeinde Beckingen zugeordnet und ist seitdem ein Ortsteil und ein Gemeindebezirk.

## Persönlichkeiten
- Christian Schmitt, Konzertorganist, geboren in Erbringen

## Politik
Ortsvorsteher:
- bis 2008: Hubert Schwinn (CDU)
- 2008–2016: Daniel Minas (CDU)
- seit 2016: Hubert Schwinn (CDU)